# Văn phòng Trung ương Đảng Cộng sản Việt Nam

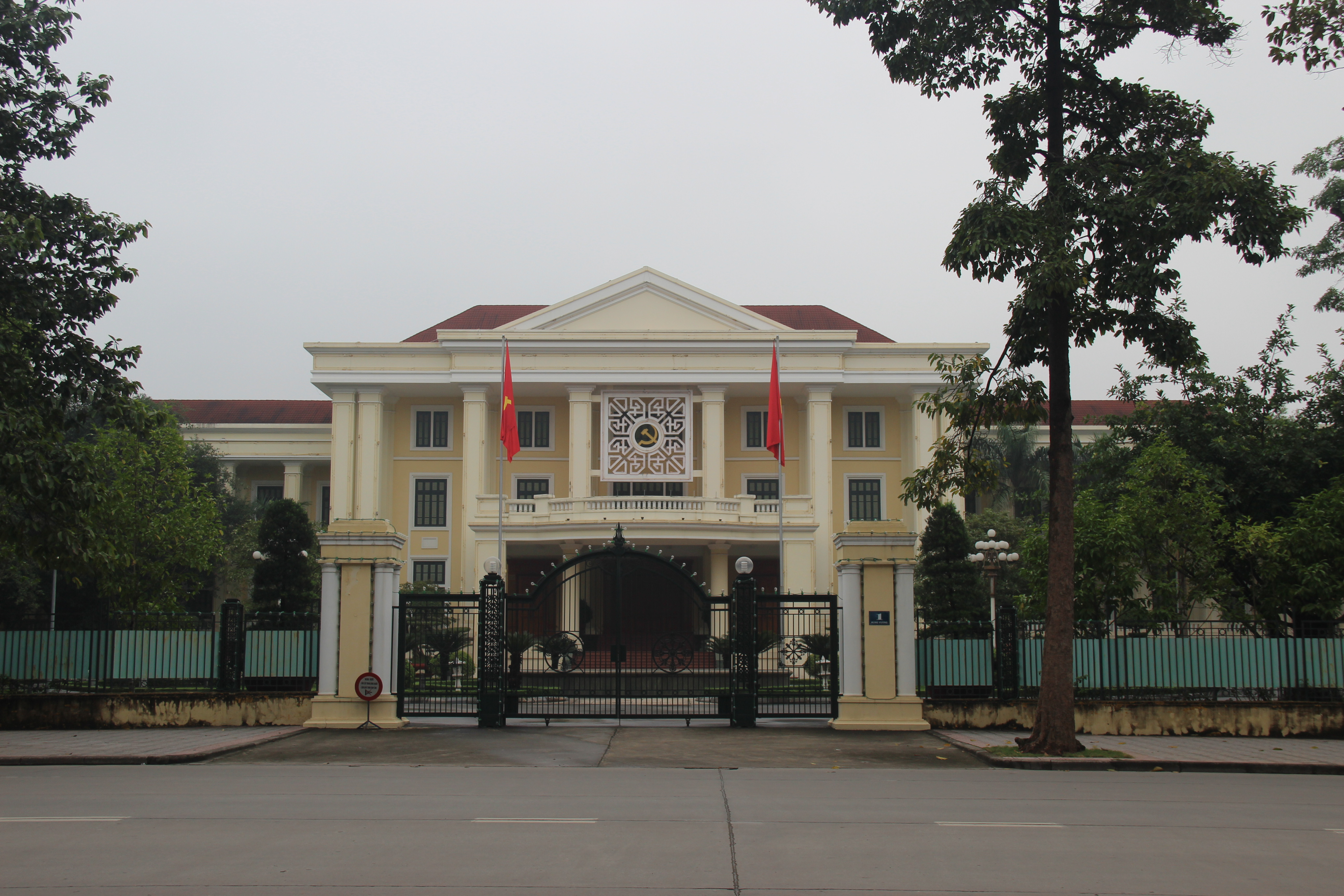
Văn phòng Trung ương Đảng Cộng sản Việt Nam

Văn phòng Trung ương Đảng Cộng sản Việt Nam là cơ quan tham mưu, giúp việc Ban Chấp hành Trung ương Đảng Cộng sản Việt Nam, trực tiếp là Bộ Chính trị, Ban Bí thư trong tổ chức, điều hành công việc lãnh đạo của Đảng, phối hợp, điều hòa hoạt động của các cơ quan tham mưu của Trung ương Đảng; tham mưu về nguyên tắc và chế độ quản lý tài chính, tài sản của Đảng, trực tiếp quản lý tài chính, tài sản của các cơ quan đảng Trung ương và bảo đảm hậu cần phục vụ hoạt động của Trung ương Đảng; đồng thời là một trung tâm thông tin tổng hợp phục vụ lãnh đạo.
Ngày 18 tháng 10 năm 1930 là Ngày truyền thống cơ quan này.

## Lịch sử hình thành
Ngày truyền thống của Văn phòng Trung ương Đảng, đồng thời là ngày truyền thống của văn phòng cấp ủy đảng các cấp được Ban Bí thư Trung ương Đảng Cộng sản Việt Nam chọn là ngày 18 tháng 10 năm 1930. Đây là ngày kỷ niệm thành lập Ban Chấp hành Trung ương chính thức đầu tiên gồm 6 ủy viên: Trần Phú, Ngô Đức Trì, Nguyễn Trọng Nhã, Trần Văn Lan, Nguyễn Phong Sắc, Lê Mao; do Trần Phú làm Tổng Bí thư.
Trên thực tế, mãi đến tháng 5 năm 1947, Văn phòng Thường vụ Trung ương Đảng mới được thành lập tại xã Quảng Nạp (nay là xã Bình Thành, huyện Định Hóa, tỉnh Thái Nguyên), do Lê Văn Lương làm Bí thư; với nhiệm vụ theo dõi tình hình trong cả nước, tổng hợp báo cáo Thường vụ Trung ương Đảng, Tổng Bí thư Trường Chinh, thực hiện các công việc về hành chính, quản trị.
Ngày 15 tháng 1 năm 1948, Hội nghị Trung ương Đảng quyết định lập thêm các Ban chuyên trách giúp việc cho Trung ương Đảng gồm Ban Tuyên huấn Trung ương, Ban Kiểm tra, Ban Dân vận và Ban Đảng vụ. Cùng với Văn phòng Thường vụ Trung ương, các ban chuyên trách này là những cơ sở hình thành Ban Bí thư sau này. Nghị quyết Hội nghị lần thứ nhất Ban Chấp hành Trung ương Đảng khóa II chính thức đã quy định nhiệm vụ của Văn phòng Trung ương Đảng là "giúp Trung ương và Ban Bí thư giải quyết công việc hằng ngày".
Ngày 11 tháng 4 năm 2007, Bộ Chính trị ra Quyết định 45-QĐ/TW sáp nhập các Ban Kinh tế, Ban Nội chính, Ban Tài chính - Quản trị vào Văn phòng Trung ương Đảng.
Từ năm 2013, theo Nghị quyết của Hội nghị lần thứ năm Ban Chấp hành Trung ương Đảng (khóa XI), Ban Kinh tế và Ban Nội chính được tái lập lại và tách khỏi Văn phòng Trung ương Đảng.

## Nhiệm vụ
- Giúp Ban Chấp hành Trung ương, Bộ Chính trị, Ban Bí thư xây dựng, tổ chức thực hiện Quy chế làm việc và chương trình công tác, sơ kết, tổng kết và sửa đổi, bổ sung Quy chế nếu thấy cần thiết. Là đầu mối phối hợp, điều hoà chương trình công tác của đồng chí Tổng Bí thư, đồng chí Thường trực Ban Bí thư và một số hoạt động của các đồng chí Ủy viên Bộ Chính trị, Ban Bí thư để thực hiện Quy chế làm việc và chương trình công tác của Bộ Chính trị, Ban Bí thư.
- Tham gia tổ chức phục vụ Đại hội đại biểu toàn quốc của Đảng, các hội nghị Ban Chấp hành Trung ương, Bộ Chính trị, Ban Bí thư, hội nghị do Bộ Chính trị, Ban Bí thư triệu tập; các cuộc làm việc của đồng chí Tổng Bí thư, đồng chí Thường trực Ban Bí thư. Giúp Thường trực Ban Bí thư xử lý công việc hằng ngày của Đảng.
- Chủ trì hoặc phối hợp tham gia xây dựng một số nghị quyết, chỉ thị và đề án do Bộ Chính trị, Ban Bí thư giao; tham gia cùng các cơ quan chủ đề án chỉnh lý các văn bản của Ban Chấp hành Trung ương, Bộ Chính trị, Ban Bí thư; trực tiếp biên tập những văn bản được Bộ Chính trị, Ban Bí thư giao.
- Theo dõi, đôn đốc, thẩm tra việc chuẩn bị các đề án trình Trung ương về yêu cầu, phạm vi, quy trình, tiến độ và thể thức văn bản của đề án. Tổ chức nghiên cứu và phát biểu ý kiến bằng văn bản với Bộ Chính trị, Ban Bí thư về một số đề án khi được giao.
- Theo dõi, đánh giá, tổng hợp tình hình tổ chức thực hiện các nghị quyết, chỉ thị của Trung ương ở các tỉnh uỷ, thành uỷ và đảng uỷ trực thuộc Trung ương; đề xuất với Bộ Chính trị, Ban Bí thư những vấn đề liên quan đến hoạt động của các tỉnh uỷ, thành uỷ, đảng uỷ trực thuộc Trung ương; góp ý kiến với Ban Tổ chức Trung ương và phản ảnh với Bộ Chính trị, Ban Bí thư về tình hình nhân sự chủ chốt của các tỉnh uỷ, thành uỷ (bí thư, phó bí thư thường trực, chủ tịch hội đồng nhân dân, chủ tịch uỷ ban nhân dân) khi có yêu cầu; nắm tình hình hoạt động của các ban đảng, ban cán sự đảng, đảng đoàn, đảng uỷ, các cơ quan, tổ chức (ở những nơi không lập đảng đoàn, ban cán sự đảng) trực thuộc Trung ương, các tập đoàn và một số tổng công ty lớn của nhà nước, báo cáo với Bộ Chính trị, Ban Bí thư.
- Phối hợp với các ban đảng, ban cán sự đảng, đảng đoàn và đảng uỷ trực thuộc Trung ương tham mưu, giúp Bộ Chính trị, Ban Bí thư chỉ đạo kiểm tra, sơ kết, tổng kết việc thực hiện nghị quyết, chỉ thị, quyết định của Đảng; kiểm tra việc thực hiện chủ trương, chế độ, nguyên tắc quản lý tài chính, tài sản của Đảng.
- Tổ chức công tác thông tin phục vụ sự lãnh đạo của Trung ương Đảng, cung cấp thông tin cho các cấp uỷ, cơ quan, tổ chức đảng trực thuộc Trung ương. Theo dõi, đôn đốc các ban đảng, ban cán sự đảng, đảng đoàn và các cấp uỷ đảng trực thuộc Trung ương thực hiện chế độ thông tin báo cáo theo quy định.
- Tiếp nhận và xử lý đơn, thư gửi đến Trung ương; kiến nghị với Ban Bí thư xử lý đơn, thư; theo dõi, đôn đốc việc giải quyết một số đơn, thư được Ban Bí thư giao. Phối hợp với các cơ quan chức năng của Nhà nước tổ chức công tác tiếp dân.
- Tiếp nhận, phát hành và quản lý các tài liệu, văn kiện của Trung ương; thực hiện và kiểm tra việc thực hiện chế độ bảo vệ bí mật của Đảng và Nhà nước trong hệ thống văn phòng cấp uỷ.
- Quản lý tập trung, thống nhất Phông Lưu trữ Đảng Cộng sản Việt Nam; trực tiếp quản lý Kho Lưu trữ của Trung ương Đảng; chỉ đạo, hướng dẫn, kiểm tra nghiệp vụ công tác văn thư, lưu trữ trong các cơ quan đảng và tổ chức chính trị - xã hội.
- Nghiên cứu, đề xuất ý kiến về chủ trương, chế độ quản lý tài chính, tài sản của Đảng. Hướng dẫn chế độ quản lý, chi tiêu ngân sách trong các cơ quan đảng và chế độ, chính sách chi tiêu tài chính. Báo cáo tình hình công tác tài chính hằng năm của Đảng trình Bộ Chính trị, Ban Bí thư và Ban Chấp hành Trung ương theo quy định. Là chủ sở hữu tài sản của Trung ương Đảng theo sự uỷ quyền của Bộ Chính trị; quản lý tài chính, tài sản của các cơ quan đảng và doanh nghiệp của Đảng ở Trung ương theo đúng chính sách, pháp luật của Nhà nước và quy định của Đảng; hướng dẫn cấp uỷ, văn phòng cấp uỷ thực hiện quyền chủ sở hữu và quản lý tài sản. Tổ chức và quản lý đơn vị sự nghiệp sử dụng, quản lý vốn, tài sản của Đảng theo đúng pháp luật và quy định của Đảng.
- Bảo đảm điều kiện vật chất, trang bị kỹ thuật phục vụ hoạt động của Ban Chấp hành Trung ương, Bộ Chính trị, Ban Bí thư; bảo đảm tài chính, trụ sở làm việc và một số điều kiện vật chất khác phục vụ hoạt động của các cơ quan đảng ở Trung ương. Tổ chức thực hiện một số chế độ, chính sách đối với cán bộ lão thành cách mạng và cán bộ diện chính sách theo quy định của Bộ Chính trị và Ban Bí thư; thực hiện một số chế độ, chính sách đối với các đồng chí Uỷ viên Bộ Chính trị, Ban Bí thư (kể cả nguyên chức), cán bộ cao cấp và cán bộ, công chức của các cơ quan đảng Trung ương theo quy định của Đảng và Nhà nước.
- Thực hiện nhiệm vụ quan hệ quốc tế về tài chính với các đảng và các tổ chức chính trị có quan hệ với Đảng ta theo sự chỉ đạo của Bộ Chính trị, Ban Bí thư. Phối hợp với Ban Đối ngoại Trung ương phục vụ hoạt động đối ngoại của Đảng.
- Phối hợp với các cơ quan chức năng nhà nước trong việc quản lý về quy hoạch, kế hoạch đầu tư xây dựng cơ bản; đầu tư các dự án cho các cơ quan đảng ở Trung ương theo đúng quy định của pháp luật.
- Tham mưu, giúp Ban Bí thư tổ chức ứng dụng công nghệ thông tin trong hoạt động của các cơ quan đảng; trực tiếp tổ chức quản lý, khai thác, bảo vệ mạng thông tin diện rộng của Đảng; triển khai ứng dụng công nghệ thông tin ở Văn phòng Trung ương Đảng; hướng dẫn, kiểm tra, hỗ trợ nghiệp vụ, kỹ thuật ứng dụng công nghệ thông tin ở các văn phòng tỉnh uỷ, thành uỷ, đảng uỷ trực thuộc Trung ương và các cơ quan đảng ở Trung ương.
- Phối hợp với các cơ quan chức năng có liên quan tổ chức công tác bảo vệ, bảo đảm thông tin liên lạc tại Trụ sở Trung ương Đảng.
- Hướng dẫn, bồi dưỡng nghiệp vụ công tác văn phòng cấp uỷ, công tác tài chính, tài sản của Đảng ở văn phòng tỉnh uỷ, thành uỷ, các cơ quan đảng ở Trung ương. Phối hợp với Ban Tổ chức Trung ương xây dựng chức năng, nhiệm vụ, tổ chức bộ máy và biên chế của văn phòng cấp uỷ địa phương trình Ban Bí thư.
- Thực hiện các nhiệm vụ khác do Bộ Chính trị, Ban Bí thư giao.[3]

## Lãnh đạo hiện nay
- Chánh Văn phòng: Lê Hoài Trung - Bí thư Trung ương Đảng.[4]
- Phó Chánh Văn phòng:

1. Lâm Thị Phương Thanh - Ủy viên Trung ương Đảng, Phó Chánh Văn phòng thường trực [5]
2. Phạm Gia Túc - Ủy viên Trung ương Đảng [6]
3. Bùi Văn Thạch
4. Võ Thành Hưng [7]
5. Lê Khánh Toàn

## Cơ cấu tổ chức[8]

### Các đơn vị cấp vụ, cục và tương đương
- Vụ Tham mưu tổng hợp
- Vụ Địa phương I (tại Hà Nội)
- Vụ Địa phương II (tại Thành phố Hồ Chí Minh)
- Vụ Tổ chức - Hành chính
- Cục Tài chính và Quản lý đầu tư
- Cục Quản trị
- Cục Lưu trữ
- Cục Chuyển đổi số - Cơ yếu

### Các doanh nghiệp
- Công ty trách nhiệm hữu hạn một thành viên An Phú
- Công ty trách nhiệm hữu hạn Hồ Tây một thành viên
- Công ty trách nhiệm hữu hạn một thành viên In Tiến Bộ

## Chánh Văn phòng qua các thời kỳ
- # = Số thứ tự. Các dòng in nghiêng là Phó Chánh Văn phòng phụ trách.

| #  | Họ và tên                  | Đảm nhiệm trong khoảng thời gian | Chức vụ tại nhiệm                 | Chức vụ sau đó                                              |
| -- | -------------------------- | -------------------------------- | --------------------------------- | ----------------------------------------------------------- |
| 1  | Trần Xuân Bách (1924–2006) | 1982–1984                        | Bí thư Trung ương Đảng            | Ủy viên Bộ Chính trị, Trưởng ban Tuyên huấn Trung ương      |
| 2  | Nguyễn Khánh (1928-2023)   | 2/1984–3/1987                    | Ủy viên Trung ương Đảng           | Bí thư Trung ương Đảng, Phó Chủ tịch Hội đồng Bộ trưởng     |
| 2  | Nguyễn Khánh (1928-2023)   | 2/1984–3/1987                    | Bí thư Trung ương Đảng từ 12/1986 | Bí thư Trung ương Đảng, Phó Chủ tịch Hội đồng Bộ trưởng     |
| 3  | Hồng Hà (1928–2011)        | 3/1987–6/1991                    | Ủy viên Trung ương Đảng           | Bí thư Trung ương Đảng, Trưởng ban Đối ngoại Trung ương     |
| 4  | Phan Diễn (1937)           | 6/1991–12/1997                   | Ủy viên Trung ương Đảng           | Ủy viên Bộ Chính trị, Thường trực Ban Bí thư                |
| 5  | Trần Đình Hoan (1939–2010) | 1/1998–4/2001                    | Ủy viên Trung ương Đảng           | Ủy viên Bộ Chính trị, Trưởng ban Tổ chức Trung ương         |
| 6  | Ngô Văn Dụ (1947)          | 4/2001–1/2011                    | Ủy viên Trung ương Đảng           | Ủy viên Bộ Chính trị, Chủ nhiệm Ủy ban Kiểm tra Trung ương  |
| 6  | Ngô Văn Dụ (1947)          | 4/2001–1/2011                    | Bí thư Trung ương Đảng từ 1/2009  | Ủy viên Bộ Chính trị, Chủ nhiệm Ủy ban Kiểm tra Trung ương  |
| —  | Hồ Mẫu Ngoạt (1956)        | 2/2011–7/2011                    | Ủy viên Trung ương Đảng           | Trợ lý phụ trách Văn phòng Tổng Bí thư                      |
| 7  | Trần Quốc Vượng (1953)     | 7/2011–2/2016                    | Ủy viên Trung ương Đảng           | Ủy viên Bộ Chính trị, Thường trực Ban Bí thư                |
| 7  | Trần Quốc Vượng (1953)     | 7/2011–2/2016                    | Bí thư Trung ương Đảng từ 5/2013  | Ủy viên Bộ Chính trị, Thường trực Ban Bí thư                |
| 8  | Nguyễn Văn Nên (1957)      | 2/2016–10/2020                   | Bí thư Trung ương Đảng            | Ủy viên Bộ Chính tri, Bí thư Thành ủy Thành phố Hồ Chí Minh |
| 9  | Lê Minh Hưng (1970)        | 10/2020–6/2024                   | Ủy viên Trung ương Đảng           | Ủy viên Bộ Chính tri, Trưởng ban Tổ chức Trung ương         |
| 9  | Lê Minh Hưng (1970)        | 10/2020–6/2024                   | Bí thư Trung ương Đảng từ 1/2021  | Ủy viên Bộ Chính tri, Trưởng ban Tổ chức Trung ương         |
| 9  | Lê Minh Hưng (1970)        | 10/2020–6/2024                   | Ủy viên Bộ Chính trị từ 5/2024    | Ủy viên Bộ Chính tri, Trưởng ban Tổ chức Trung ương         |
| 10 | Nguyễn Duy Ngọc (1964)     | 6/2024–2/2025                    | Ủy viên Trung ương Đảng           | Ủy viên Bộ Chính tri, Chủ nhiệm Ủy ban Kiểm tra Trung ương  |
| 10 | Nguyễn Duy Ngọc (1964)     | 6/2024–2/2025                    | Bí thư Trung ương Đảng từ 8/2024  | Ủy viên Bộ Chính tri, Chủ nhiệm Ủy ban Kiểm tra Trung ương  |
| 11 | Lê Hoài Trung (1961)       | 2/2025–nay                       | Bí thư Trung ương Đảng            |                                                             |